# 鵝卵石行動
鵝卵石行動（英語：Operation Shingle）開始於1944年1月22日，是第二次世界大戰義大利戰役時，盟軍在義大利中部的安濟奧與內圖諾地區對軸心國軍進行的兩棲登陸行動；行動由約翰·P·盧卡斯少將統領及意圖包抄冬季防線以切斷德軍退路和進攻羅馬；這場戰鬥亦被稱為安濟奧戰役（Battle of Anzio）。

## 背景
1943年底，入侵義大利後，盟軍的進攻在古斯塔夫防線前受阻，這是一條橫貫義大利南部全境以鞏衛羅馬的德軍防線，義大利中部的地形已非常有利於防守，而德國空軍元帥阿爾貝特·凱塞林充分利用這一方面的優勢。盟軍提出好幾個打破僵局的作戰方案，但溫斯頓·邱吉爾提出的鵝卵石行動開始時被美國參謀長聯席會議主席喬治·馬歇爾上將輕視，因為馬歇爾認為應集中力量進行諾曼地登陸而不是邱吉爾提議的兩棲作戰方案，後來由於邱吉爾向美國總統富蘭克林·羅斯福及蘇聯領袖約瑟夫·史達林提出請求才被接納，其中史達林對於任何能減輕東戰場壓力的盟軍作戰提議都樂於贊成，根據計畫，由馬克·韋恩·克拉克陸軍中將指揮的美國第5軍團從南面發起進攻，把駐守在羅馬周圍及從羅馬到海邊中間山區的德軍引出來；同時配屬於第5軍團的由約翰·P·盧卡斯指揮的美國第6軍突然在安濟奧與內圖諾地區登陸及迅速向阿爾班山地前進，切斷德軍聯繫，以及威脅由弗里多林·馮·森格爾·翁德·埃特林指揮的德國第14裝甲軍的後方。

### 計畫
參謀人員爭論說如果凱塞琳（在義大利的德軍最高指揮官）將軍隊從古斯塔夫防線撤退，盟軍將有機會突破防線；如果凱塞琳不將軍隊從古斯塔夫防線撤退，鵝卵石行動中的盟軍將攻佔羅馬及切斷在古斯塔夫防線上的德軍，如果德軍有足夠增援同時防守羅馬及古斯塔夫防線，盟軍覺得該行動不會產生大的作用及登陸部隊可用於其它更需要的戰線上，該行動在1943年12月18日被正式取消，但是，它之後被再重新選擇及執行。
克拉克將軍不覺得在南面戰線有足夠兵力進行任何的突破，其計畫因此依賴於南面的進攻能吸引凱塞琳的後備部隊南下及提供機會給在安濟奧的部隊一個向內陸突破的機會，但是他給盧卡斯的書面命令沒有真正反應出這樣：盧卡斯在進攻阿爾班山地時在安濟奧一帶建立及確保一個橋頭堡...，這是克拉克經歷在薩來諾灘頭的惡戰及盧卡斯在戰役中缺乏經驗所產生的謹慎而做成的謹慎結果。
盧卡斯對其上級及行動計畫均缺乏信心，在進攻開始前幾天，他在日記中寫到：「除非我們得到我們所希望的，否則行動將是鋌而走險的，在我自己個人意見講，這不應該去嘗試的。」及「該行動有很強的加里波利之戰的意味及表面上仍然是同一個門外漢在同一個後備席上。」這個門外漢是指溫斯頓·邱吉爾，是第一次世界大戰中災難性的加里波利登陸的設計師及鵝卵石行動的提倡者。

### 海軍力量的有效性
計畫中的一個問題是登陸艦隻的有效性，美國指揮官特別強調沒有任何其他事可推遲諾曼地登陸及其附屬的在法國南部的登陸，鵝卵石行動將要求使用一些將會用於這兩次登陸的艦隻，最初鵝卵石行動需要在1月15日前將這些艦隻交回，但由於一些問題，羅斯福總統容許它們可被使用至2月5日。
坦克登陸艦（LST）最初的數量只夠給在鵝卵石行動中的1個師登陸用，在邱吉爾的堅持之下，數量夠給2個師登陸用，盟軍的情報顯示在該區內駐有5或6個德軍師，但美國第5軍團當時的情報嚴重低估了德國第10軍團的戰鬥力，而相信很多德軍單位經過從9月份開始的防禦戰後已經疲憊不堪。

### 戰鬥序列
參與這次進攻之盟軍包括5艘巡洋艦、24艘驅逐艦、238艘登陸艇、62艘以上其它船隻、40,000名士兵及5,000輛以上車輛。
進攻行動分為三個不同方向：
1、英軍部隊（彼得灘頭，Peter Beach）－它們進攻安濟奧以北6英哩（10公里）的海岸。
- 英軍第1步兵師（英语：1st Infantry Division (United Kingdom)）
- 英國陸軍第46皇家坦克團（英语：46th (Liverpool Welsh) Royal Tank Regiment）
- 英軍第2特遣旅（英语：2nd Special Service Brigade）（部份）

2、西北美軍部隊（黃色灘頭，Yellow Beach）－它們進攻安濟奧海港，計畫本來動用美軍第504傘降步兵團在安濟奧以北進行空降，但該行動被取消。
- 美軍第6615遊騎兵部隊（英语：6615th Ranger Force）
- 美軍第93疏散醫院
- 美軍第95疏散醫院

3、西南美軍部隊（X光灘頭，X-Ray Beach）－它們進攻安濟奧以東6英哩（10公里）的海岸。
- 美軍第3步兵師
- 美軍第504傘降步兵團（英语：504th Infantry Regiment (United States)）

### 南面的進攻
第5軍團對古斯塔夫防線的進攻在1944年1月16日在卡西諾展開，雖然未能成功取得突破，但進攻仍能達到一部份最初目的，古斯塔夫防線上的指揮官海因里希·馮·菲廷霍夫將軍要求增援及凱塞琳命令第29及第90裝甲擲彈兵師從羅馬調來支援。

## 戰鬥過程

### 初步數波登陸戰
登陸行動開始於1944年1月22日。

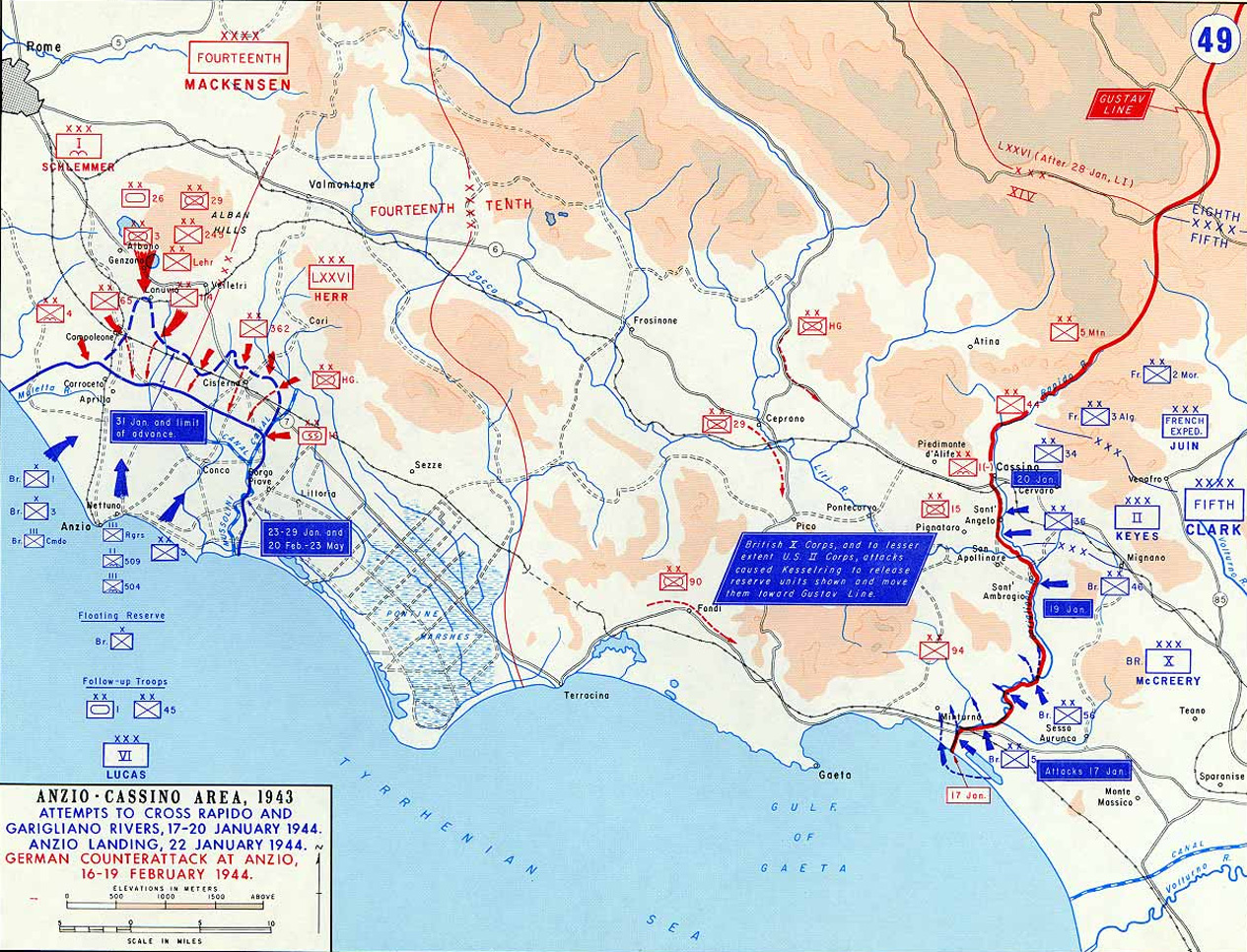
1944年1月至2月在蒙特·卡西諾及安濟奧作戰部隊分佈圖

雖然盟軍預計類似1943年在薩萊諾所遇到的抵抗會再次出現，但最初的登陸行動基本上沒有遇到抵抗，除了德國空軍零星的猛烈攻擊。
凌晨時分，36,000名士兵及3,200輛車輛在海灘上登陸，共有13名盟軍陣亡及97人受傷；大約20名德軍被俘，英軍第1步兵師向內陸握進了2英哩（3公里），蘇格蘭營佔領了安濟奧港、美軍第509傘降步兵團佔領內圖諾及美軍第3步兵師向內陸推進了3英哩（5公里）。
行動的第一天，義大利抵抗運動指揮部與盟軍總司令部舉行了一次會議：抵抗運動向盟軍提議在阿爾班山地作為嚮導，但被盟軍所拒絕。

### 登陸戰之後
盧卡斯的上級預計他將會發動數波攻勢，而登陸地點的奇襲效果將迫使德軍從冬季防線轉向後方，更進一步逼迫德軍向北面的羅馬撤退，但是，盧卡斯只是（消極地）將更多的兵員及裝備物資派至橋頭堡及加強防守（而非向內陸推進）。溫斯頓·邱吉爾對作戰行動進展表示極其不滿，他說：「我本來希望向海岸投入野貓，但現在我們卻變成了一條擱淺的鯨魚。」
盧卡斯的決定頗有爭議，根據歷史學家約翰·基謹說：「盧卡斯在登陸後第一天有可能到達羅馬，其矛頭可能會到達該城，雖然之後可能被逐回，無論如何，他孤注一擲地向內陸進攻可能更好。」但是，盧卡斯在該行動的戰略計畫階段便缺乏信心，還有，他經常爭論說克拉克將軍對他的命令進行不合理的干預，在兩個師團登陸後將可能面對兩至三倍數量的德軍的預期之下，盧卡斯並不相信灘頭陣地能夠獲得確保，但基謹認為，盧卡斯的消極態度導致了此一非常惡劣的戰略計畫，尤其是在沒有任何敵人（於登陸初期）出現之時，仍命令轄下部隊採取消極行動，盧卡斯後於在2月23日遭解除職務及由盧西亞·特拉斯科特將軍（美軍第三步兵師師長）代替。

### 軸心國軍事反擊

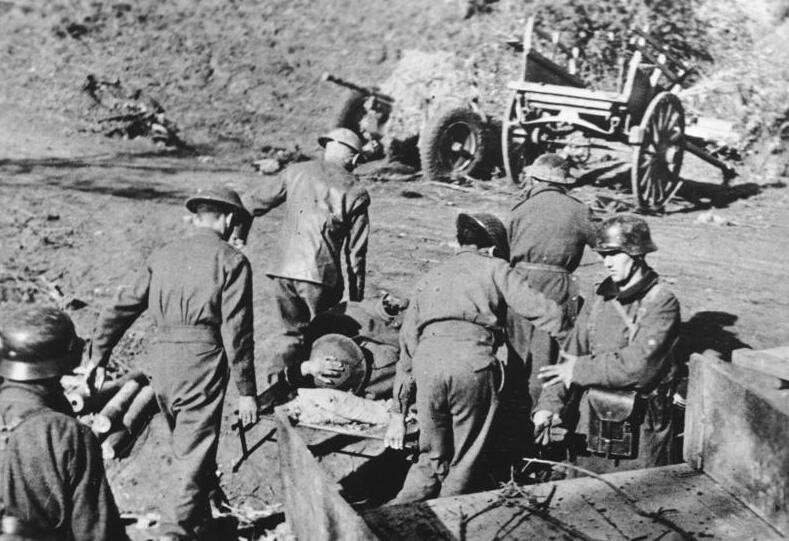
在內圖諾附近的英軍戰俘

德軍凱塞琳元帥在1月22日早上3點知悉盟軍已經登陸，因為事出突發，凱塞琳元帥便立即研判盟軍所有可能未來位置並擬訂德軍作戰計畫予以反擊，所有德軍現在之反擊計畫端賴先前早已經把德軍好幾個師，給改造成摩托化、機動化打擊部隊（kampfgruppe），德軍這戰略計畫優點是能迅速找出敵軍並派出坦克予以摧毀，也為地方上爭取趕建防禦工事時間。清早5點他命令武裝親衛隊第四警察裝甲擲彈兵師及德軍王牌師赫爾曼·戈林裝甲師所組織的「機動打擊部隊」先派出迎戰，確保安濟奧經由卡姆波萊奧內及奇斯泰爾納到阿爾班山地間所有道路為德軍所控制，並在先鋒部隊作戰同時，於盟軍登陸第1天結束前，再增派20,000名德軍到前線作戰，把盟軍趕下海去，德意志國防軍最高統帥部接受他的建議，已經令自法國、南斯拉夫與德國境內派出三個師趕到義大利前線。早上8點多，元帥打電話命令埃貝哈德·馮·馬肯森上將的德國第14軍團與在古斯塔夫防線上由海因里希·馮·菲廷霍夫將軍的德國第10軍團也增援前線。
早先盟軍登陸的週邊地區德軍數支部隊，都已經被撤招回內陸增援固守古斯塔夫防線； 此時所有在義大利南部可調動的德軍都在路途上加速趕往安濟奧灘頭作戰，部隊包括：德國第3裝甲擲彈兵师與第71步兵師全副武裝奔跑，以及元帥現在最重視的德國空軍之赫爾曼·戈林裝甲師，凱塞琳元帥最初認為如果盟軍在1月24日之前對德軍發動猛攻，那麼德軍肯定戰敗，但在1月22日結束前，盟軍仍未發動猛攻，凱塞琳不敢相信：盟軍將領竟是庸將不知此時應該猛攻，話雖如此可以略略放心，但是德軍名將阿佛瑞·史科倫仍指揮武裝親衛隊第1裝甲軍在1月22日傍晚率先增援包圍安濟奧灘頭之盟軍，1月23日又有一小批德軍趕到，1月24日，超過40,000德軍已經就防線戰鬥位置。
登陸三天後，德軍已經把灘頭更外圍都包圍，有三支德軍師單位成立防線：第四警察裝甲擲彈兵師在西邊，第3裝甲擲彈兵師在中至阿爾班山地佈防，赫爾曼·戈林裝甲師在東邊。 
馬肯森的第14軍團，預定在1月25日就防禦位置在內圍進行首輪進攻，由德軍8個步兵師組成的近10萬兵力之軍團圍住灘頭堡，更可怕的是還有5個師近60,000名德軍還自外地派來增援途中，凱塞琳下令在1月28日開始反攻，但是一些因素令反攻延至2月1日才開始。

### 盟軍攻擊

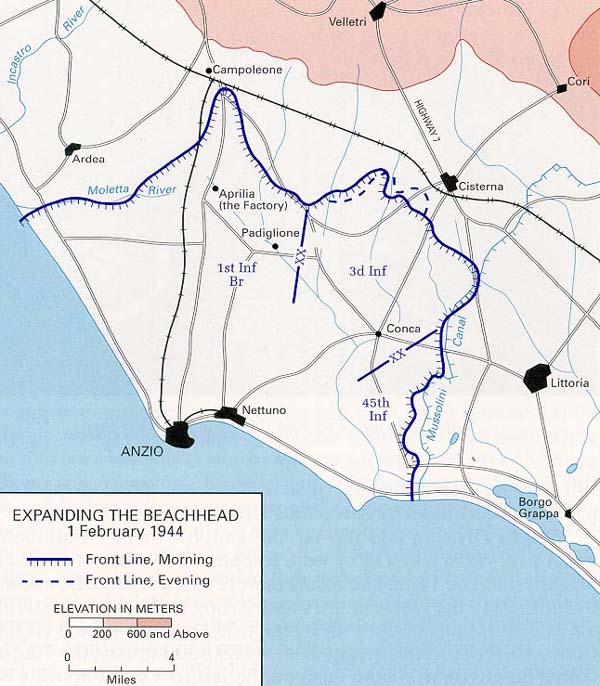
1944年2月1日，盟軍攻勢示意圖

之後的軍隊調動包括美軍第45步兵師及第1裝甲師的到達，令灘頭陣地上的盟軍總人數在1月29日增至69,000人、508門火砲、及208輛坦克，同時防守的德軍增加至71,500人，盧卡斯在1月30日發起一次尖端分叉的進攻，當其中一支部隊轉向東進入阿爾班山地前先切斷七號公路，另一路則向東北經阿爾巴諾進至卡姆波萊奧內，經過激烈戰鬥後英軍第1步兵師有些微進展但未能攻佔卡姆波萊奧內及因而形成了一個突出部，在右邊兩個蘇格蘭營向奇斯泰爾納發動了一個果敢的進攻，但在日出後他們被孤立及切斷，第1及第3營的767名士兵中，只有6人回到盟軍戰線，743人被俘。美軍第3步兵師的進攻在闊7英哩的戰線上前進了3英哩，但未能取得突破或攻佔奇斯泰爾納。

### 德軍反擊
2月3日，德軍向卡姆波萊奧內突出部發動反攻，人數多達100,000人的德軍分為兩個軍，由阿佛瑞·史科倫的德國第1傘兵軍及由特勞戈特·海爾指揮的德國第76裝甲軍，由於戰鬥極為激烈，總數共76,400人的盟軍登陸（包括最近到達的英軍第56步兵師），到2月10日盟軍被趕出了突出部。
2月16日，德軍向阿爾巴諾發動新的進攻「釣魚行動」'，到2月18日，經過激烈戰鬥後，盟軍灘頭陣地的最後防線遭到進攻，但是，盟軍調動第6軍的後備阻擊德軍的進攻，釣魚行動對於雙方來說均筋疲力盡，在釣魚行動期間共有5,400人的傷亡而盟軍共損失了3,500人，雙方自從在第一次登陸後共付出20,000人,死傷的代價。
雖然部隊筋疲力竭，但阿道夫·希特勒堅持由第14軍團繼續進攻，因此一個新的進攻，由第76裝甲軍在奇斯泰爾納附近發起，這次進攻令德軍增加了2,500人死傷代價。

## 僵持:策劃「皇冠行動」

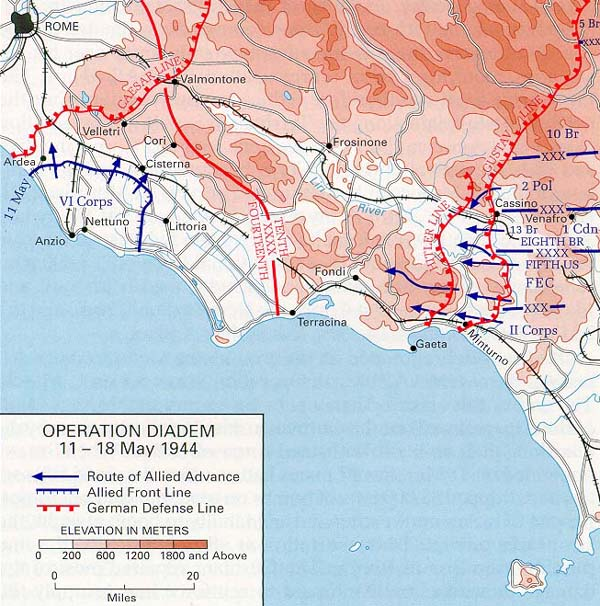
1944年5月，盟軍皇冠行動預定進攻路線圖

雙方均知道在春季內不能取得決定性的戰果及轉取守勢包括進行進攻性偵察和砲轟，同時重組戰鬥力量，凱塞琳在春季先發制人，命令準備一條新的防線，凱撒防線，這是一條從沿羅馬以南的台伯河開始沿盟軍灘頭陣地，經比沙里穿越阿爾班山地到瓦爾蒙托內及橫貫義大利到達亞得里亞海邊的佩斯卡拉的防線，駐守在防線的是第14軍團及第10軍團有需要時可撤退到其左邊，當時，盧西亞·特拉斯科特在2月22日已從第3步兵師師長晉升及代替盧卡斯出任美國第6軍司令，他與其參謀人員共同計畫一次決定性的進攻以配合在義大利的盟軍總司令哈羅德·亞歷山大計畫在5月份發動對古斯塔夫防線的主要進攻行動，皇冠行動（詳見第四次蒙特卡西諾戰役），計畫之目標是用一次全面進攻以吸引凱塞琳的部隊及消滅從義大利撤退的德軍，亦希望通過古斯塔夫防線的盟軍與從安濟奧突破的第6軍合作包圍大部份德國第10軍團。
3月份美軍第34步兵師及5月初美軍第36步兵師分別到達安濟奧，而英軍第56步兵師已被英軍第5步兵師取代，到5月底盟軍在灘頭陣地內的部隊已達150,000人，包括5個美軍師及2個英軍師以面對5個德軍師，德軍已建立了很好的防禦工事但缺乏軍官及士官，同時在5月底盟軍進攻德軍缺乏後備部隊（當時德軍已將大部份增援部隊調往南面應付在古斯塔夫防線上的戰事）。

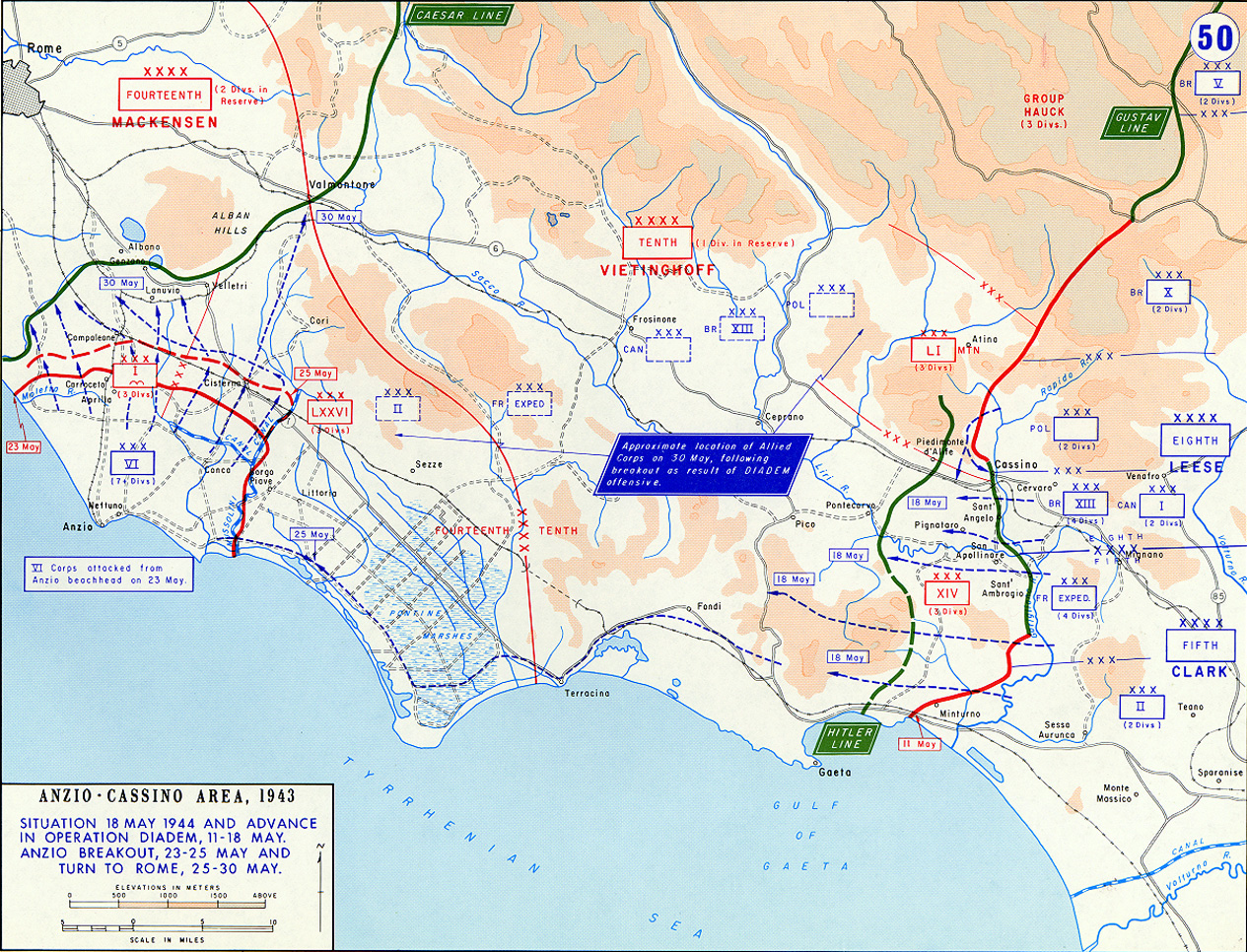
1944年5月從安濟奧突破及通過之古斯塔夫防線前進之盟軍進攻路線圖

雖然亞歷山大整個皇冠行動要求第6軍向內陸突破及切斷6號公路，克拉克卻要求特拉斯科特準備其它選擇及準備在48小時內轉換計畫，特拉斯科特準備了4個不同選擇，「布法羅行動」要求經奇斯泰爾納、在山區的空隙穿插及在瓦爾蒙托內切斷6號公路；另一方面「海龜行動」是在阿爾班山地左邊發起主攻以攻佔瓦爾蒙托內、阿爾巴諾及進佔羅馬，5月5日亞歷山大決定實行布法羅行動及命令克拉克實施。
但是，克拉克卻命令第6軍應立即向羅馬進攻，他後來的回憶錄寫到：「我們不單只希望得到攻佔羅馬的榮譽，還覺得應該擁有它...我們不單只希望變成第一支從南面攻佔羅馬的軍隊，亦希望給在羅馬的人們知道這是第5軍團做的事及付出了多少代價做成這事。」他與亞歷山大爭論第6軍沒有足夠力量包圍德國第10軍團，而亞歷山大沒有清楚強調他的要求，他十分調和及只給克拉克知道向羅馬進攻仍然有可能，如果布法羅行動面臨困難，5月6日克拉克通知特拉斯科特說：「...攻佔羅馬是我們唯一的重要目標及準備實施海龜行動以代替布法羅行動。」
特拉斯科特的布法羅行動是一絲不苟的。在左邊的英軍第5及第1步兵師沿海岸進攻及剌入德軍第4傘兵師、第65步兵師及第3裝甲擲彈師的防線，而美軍第45步兵師、第1裝甲師及第3步兵師則發起主攻，包圍德軍第362及715步兵師及攻佔瓦爾蒙托內、維勒特里及奇斯泰爾納，同時美軍第1別動隊則保護美軍進攻之側翼。

## 突破包圍
1944年5月23日早上5時45分，盟軍1,500門火砲開始砲轟，40分鐘後砲轟停止及步兵和裝甲部隊在空軍密接支援下發起進攻，第一天的戰鬥十分激烈：第1裝甲師損失了100輛坦克及第3步兵師共有955人傷亡，這是第二次世界大戰中美軍所有師團中單日傷亡最高數字，德軍傷亡亦很慘重，第352步兵師損失了百分之五十的戰鬥力。
馬肯森相信盟軍的主要進攻方向是西斯特納，就算英軍在5月23日及5月24日發動猛烈佯攻亦不能說服他，但凱塞琳相信盟軍的目的是奪取6號公路及因此命令赫爾曼·戈林裝甲師從150英哩（240公里）外的里窩那趕往瓦爾蒙托內以幫助第10軍團守衛6號公路，第10軍團正使用該條公路從卡西諾後撤。
5月25日下午奇斯泰爾納最終落入美軍第3步兵師手中，它與不肯撤退的德軍第362步兵師在鎮內逐屋進行作戰，最終在日落前撤退，5月25日完結前第3步兵師領頭進入韋萊特里狹谷，而第1裝甲師的部隊已到達瓦爾蒙托內3英哩（5公里）內與從里窩那趕來的赫爾曼·戈林裝甲師部份單位爆發戰鬥，雖然美國第6軍在3天內的戰鬥中共傷亡超過3,300人，布法羅行動仍然接計畫進行，及特拉斯科特有信心第1裝甲師及第3步兵師在翌日的進攻將令他的部隊切斷6號公路。

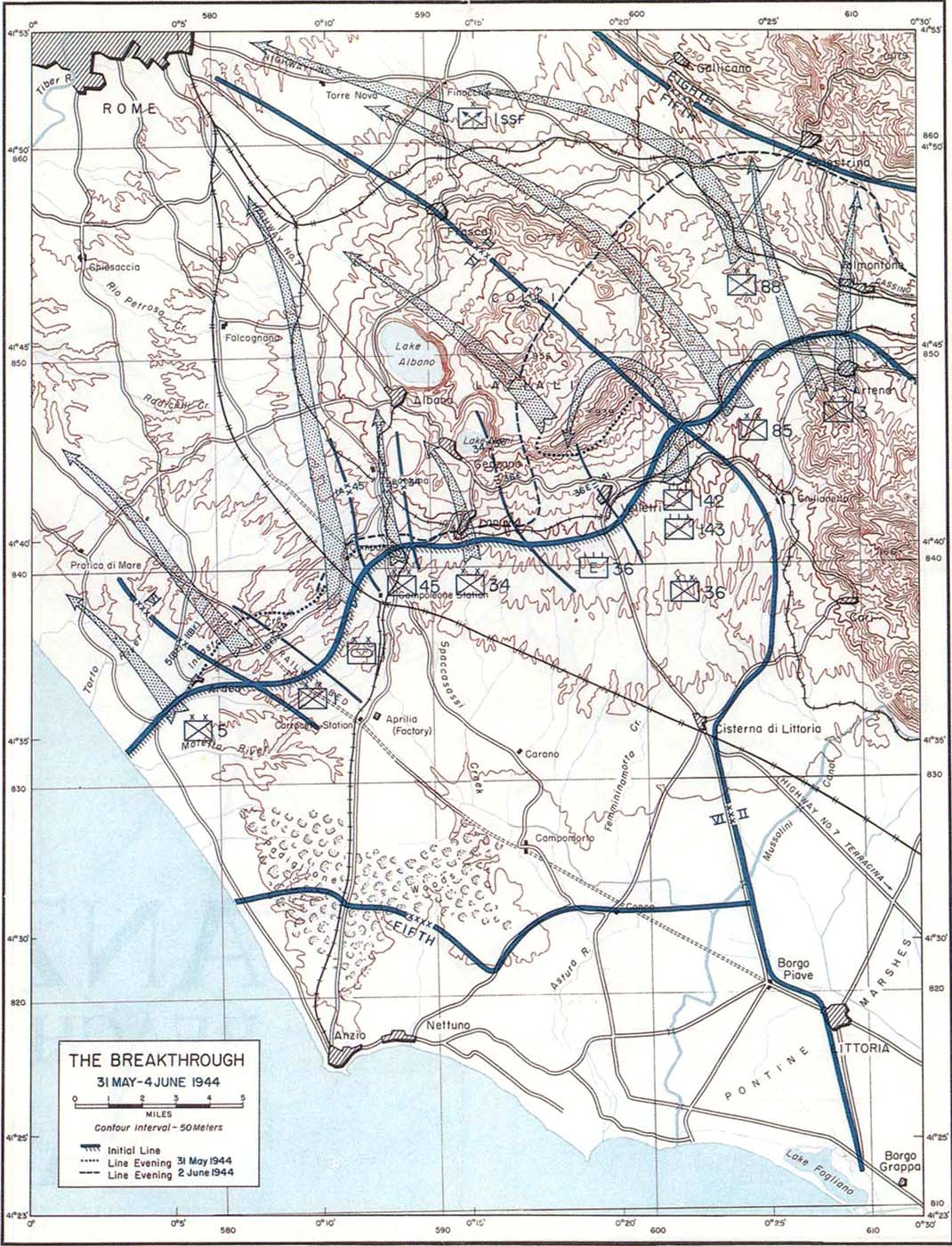
向羅馬的最後推進

5月25日晚上，特拉斯科特收到克拉克發出之命令，要求立即實施海龜行動及將主攻方向向左轉九十度，最重要的是，雖然進攻仍然指向瓦爾蒙托內及6號公路，但美軍第1裝甲師被撤出及準備進行新的進攻，而第3步兵師在第1別動隊支援下繼續向瓦爾蒙托內進攻，克拉克在5月26日早上稍晚時間才通知亞歷山大這個改變，而當時這個命令之改變已經是既成事實。
當時，特拉斯科特大感震驚，後來寫道：「……我被嚇呆了，當時仍不是時候轉向西北推進，因為這方向的敵人仍然強大；我們應該集中力量進入韋萊特裡狹谷以消滅撤退中的德國軍隊，我不會在沒有跟克拉克進行個別討論下遵守命令……[但是]他當時不在灘頭陣地及就算經無線電亦不能到達……這是一個將主要進攻力量從瓦爾蒙托內及消滅德國第10軍團轉變的命令，5月26日該命令被實施。」他亦寫道：「在我角度看克拉克仍然服從亞歷山大的指示，他在5月26日沒有改變我們向西北的進攻方向，安濟奧的戰略目標已經完全達到，首先進入羅馬是對失去這個機會的最差補償。」
5月26日，當第6軍提出調動上困難時，凱塞琳派出4個師進入韋萊特裡狹谷以阻上盟軍對6號公路的進攻，4天內重擊美軍第3步兵師直至5月30日，期間堅守6號公路及給予第10軍團的7個師撤向羅馬以北。
進攻的另一軸線只有少許進展直至5月29日美軍第1裝甲師就位以進攻凱撒防線，無論如何，進攻沒有進展直至5月30日，由弗雷德·威克少將指揮的美軍第36步兵師找到在凱撒防線上德國第1傘兵軍與第76裝甲軍之接合部，在攀登蒙特·卡西諾山上陡峭的山坡後，他們從後方威脅守軍及阻止他們撤退，這是一個主要轉折點，馮馬肯森要求辭職及凱塞琳立即接受。
由於上級不斷增加的壓力，克拉克指派美國第2軍從古斯塔夫防線沿海岸北上，在5月25日與第6軍在阿爾班山地右邊地帶會合及沿6號公路進入羅馬。 
6月2日，凱撒防線全面崩潰，第14軍團進行經羅馬撤往北方的戰鬥，同一天，希特勒害怕出現另一個史達林格勒戰役，因此命令凱塞琳宣佈羅馬為不設防城市，3天後後衛部隊完全被撤離及盟軍在6月5日早些時間進入羅馬，克拉克於當日早上事先無準備地在卡比托山的市政府會堂召開新聞會議，他在十字路口站崗以阻止英軍軍事人員進入羅馬以確保這是美國人的戰利品。

## 結局
雖然有關盧卡斯在行動初期應該更進取的爭論依然繼續，但大部份評論家均認為最初安濟奧的計畫是有缺點的，問題是最初只是兩個步兵師登陸及沒有裝甲部隊支援下是否有足夠力量達成切斷6號公路及抵擋凱塞琳的部隊反攻，但非常明顯的是由於克拉克改變計畫，皇冠行動（當時美國第5軍團及英國第8軍團共有44,000人傷亡）未能達成消滅德國第10軍團及令盟軍從1944年8月至1945年5月在哥德防線的碉堡上需進行殘酷而激烈的戰鬥。
但是邱吉爾保衛了在安濟奧的行動，在他的角度，有足夠的部隊使用，他清楚地利用政治力量以確保獲得一定資源，特別是不只是需要額外的坦克登陸艦以運送第二個師團到達海岸，還有在進攻中取得使用美軍第504傘降步兵旅，他爭論無論該行動的戰術成果如何，該行動可在更廣闊的整個戰爭局面上，取得即時戰略上的好處，在登陸後，德軍最高統帥部暫停了調派凱塞琳手上5個最好的師團前往西北歐，這對即將來臨的大君主行動帶來好處，邱吉爾亦確定了在義大利的英軍支配力量對戰爭的貢獻，尤其是俄國人在東線正付出巨大的損失。

## 外部連結
- U.S. report on German defence Area on the Anzio Front （页面存档备份，存于）
- Anzio by Irwin J. Kappes（页面存档备份，存于）
- William Woodruff, The Battle for Anzio
- U.S. Army Center of Military History - Anzio 1944 （页面存档备份，存于）